# Kim Clijsters

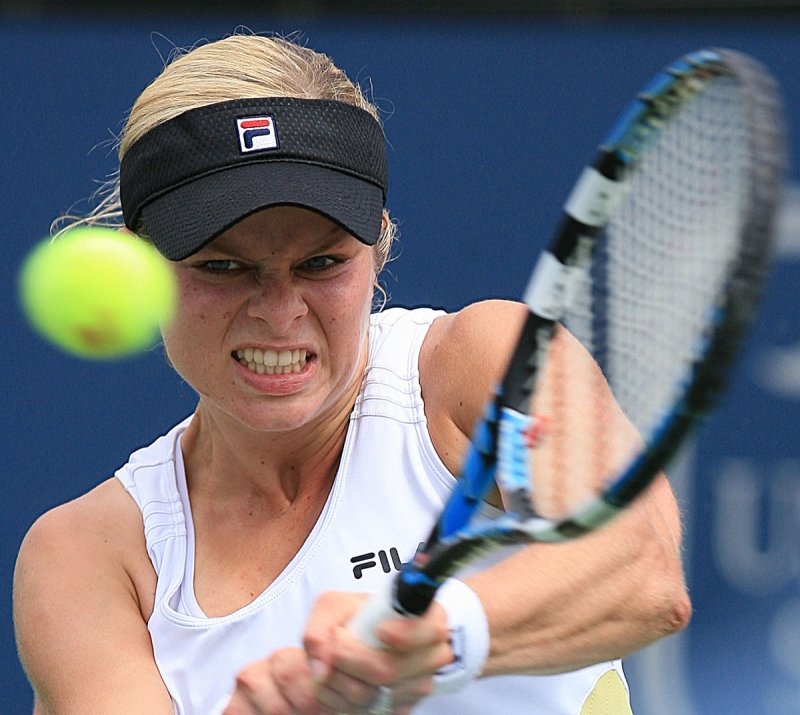
Kim Clijsters in 2006

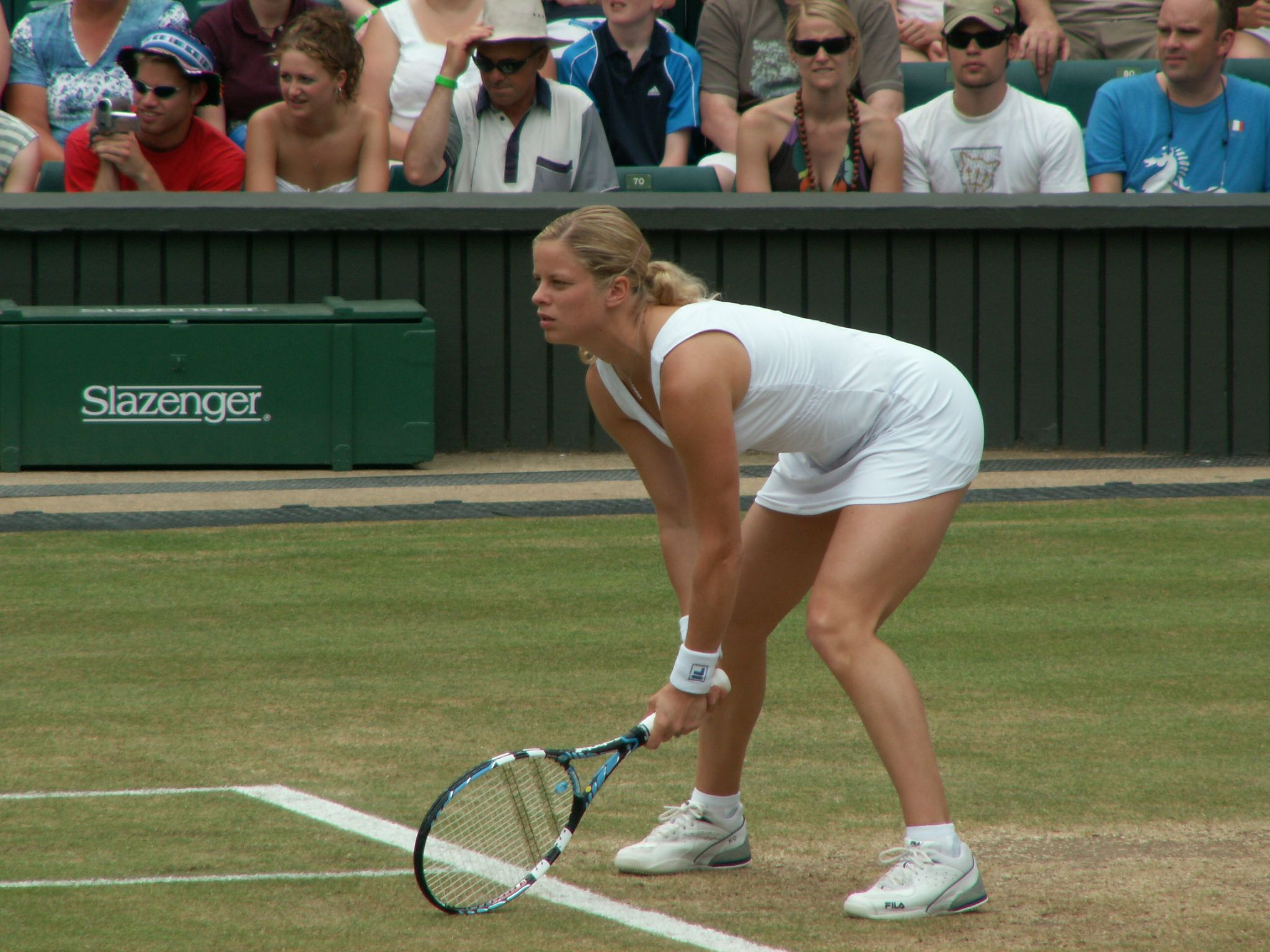
Wimbledon 2006

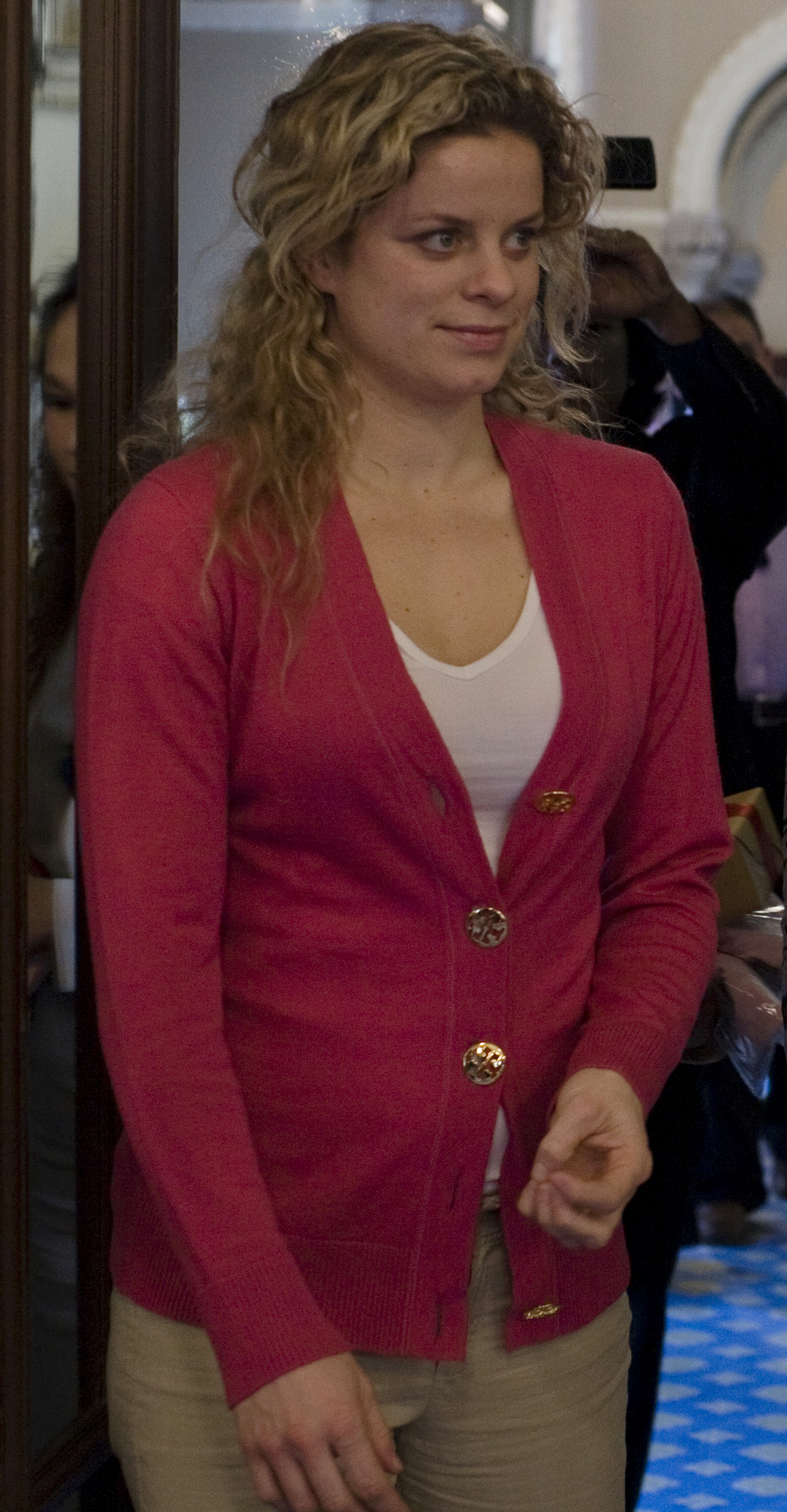
Kim Clijsters in 2010

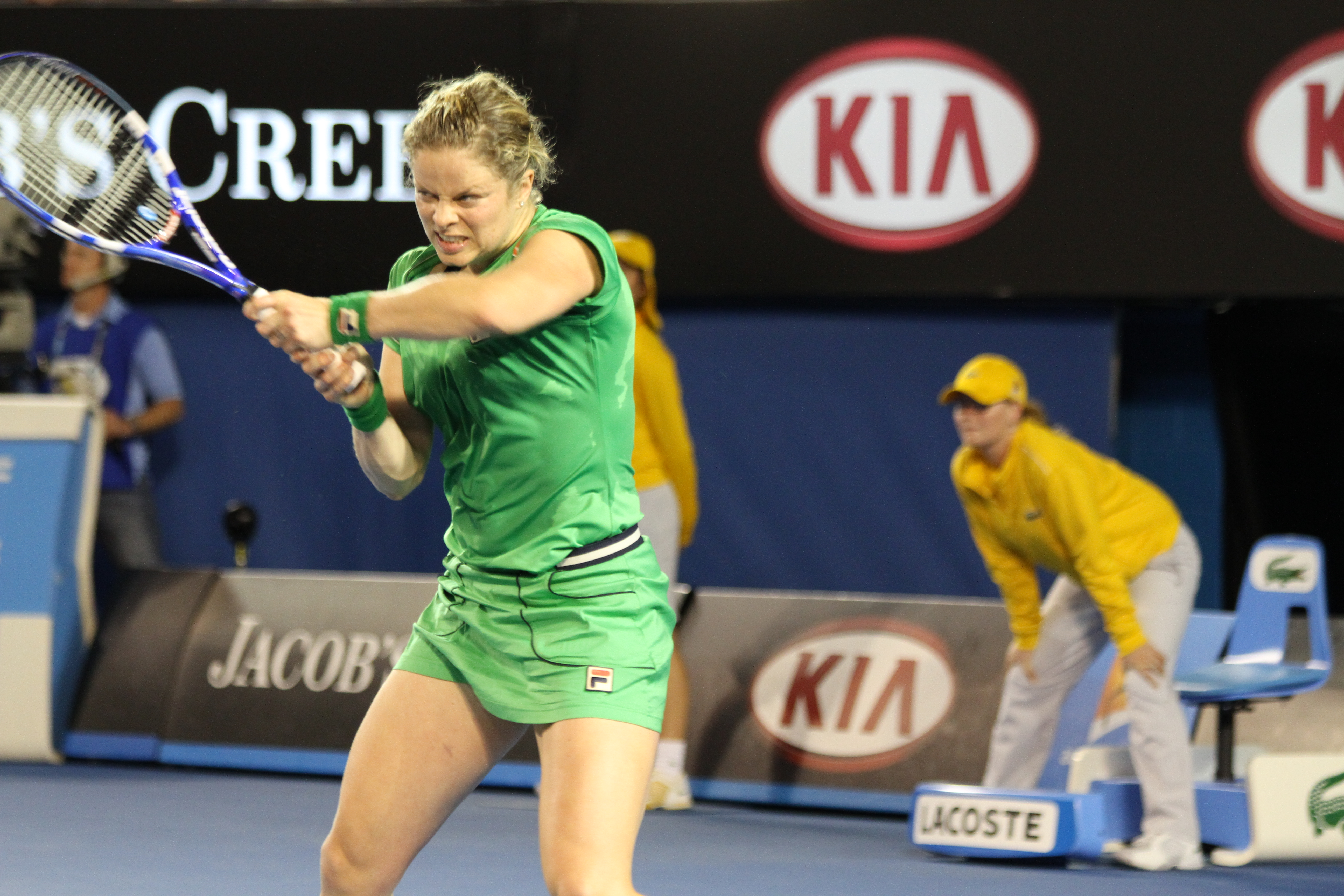
Australian Open 2011

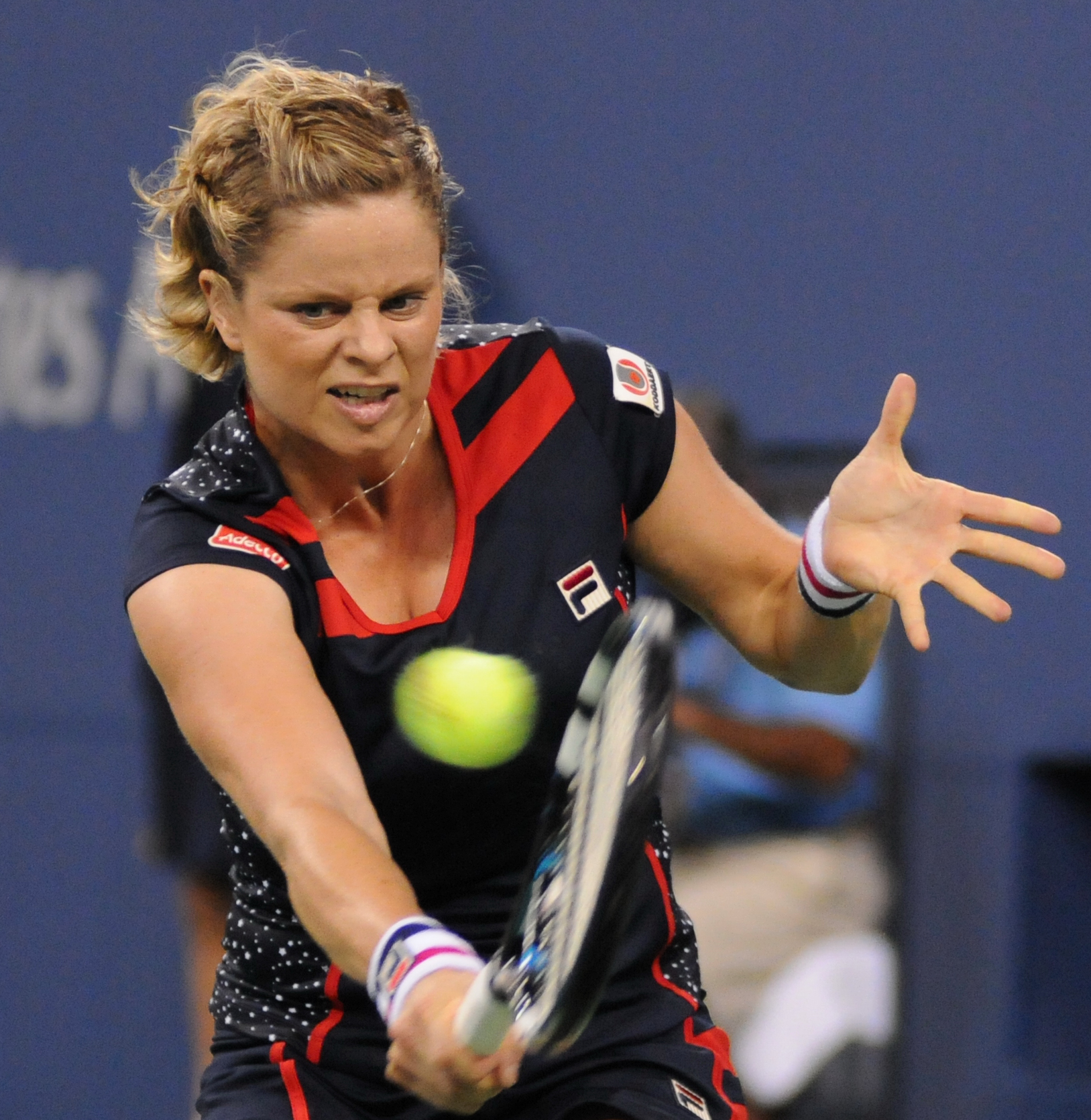
US Open 2012

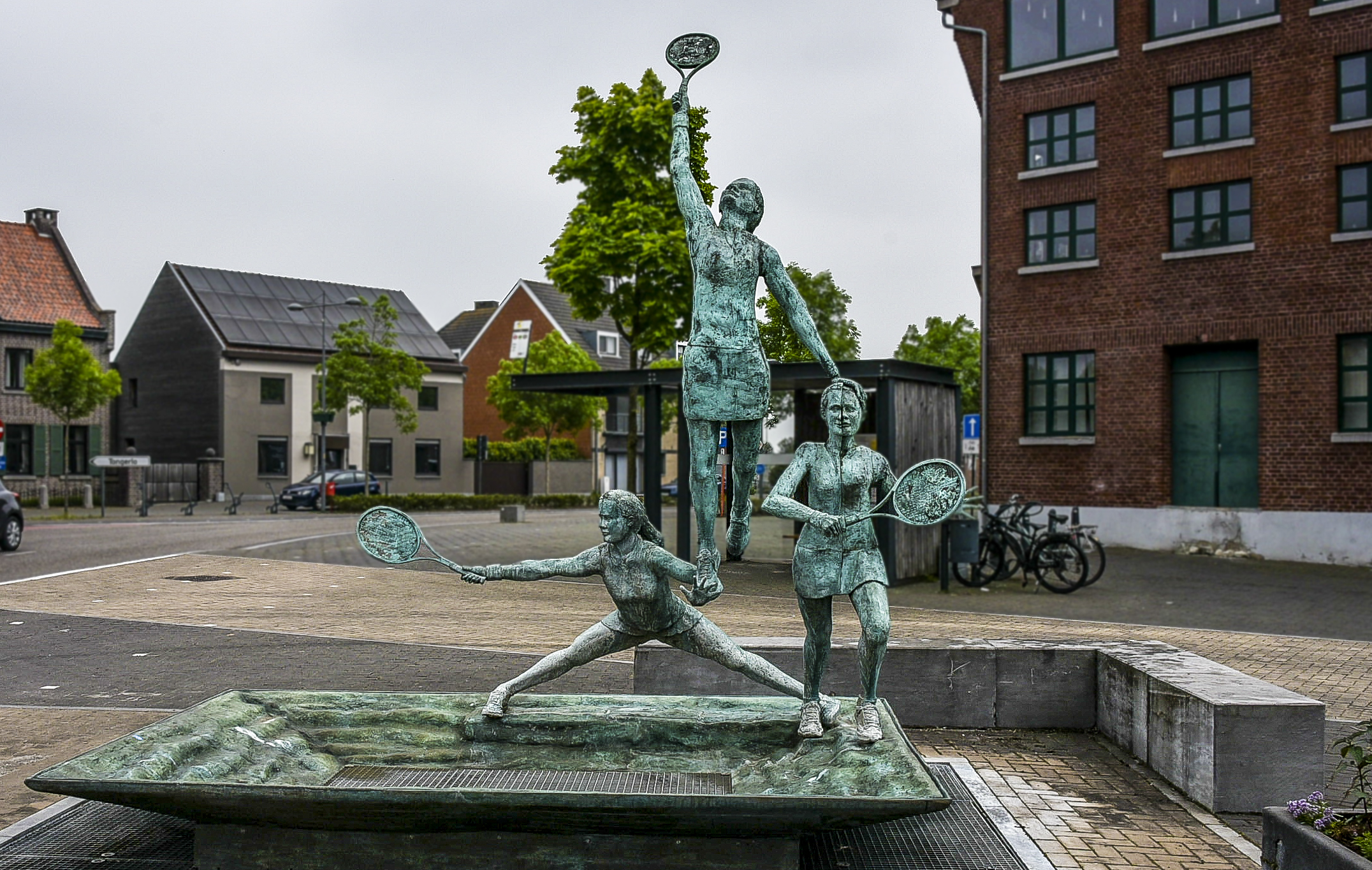
Kim Clijstersfontein in Opitter

Kim Antonie Lode Clijsters (Bilzen, 8 juni 1983) is een voormalig tennisspeelster uit België. Zij is een voormalig nummer 1-speelster. Haar belangrijkste overwinningen waren drie WTA Finals (2002, 2003, 2010) en vier grandslamtitels, 1x Australian Open (2011) en 3x US Open (2005, 2009, 2010). In 2001 won Clijsters met België de Fed Cup door in de finale Rusland te verslaan. Zij haalde ook de wereldpers in 2009 door als eerste moeder het US Open te winnen.
Clijsters is de dochter van voormalig voetballer Lei Clijsters en voormalig turnster Els Vandecaetsbeek.

## Loopbaan
Op de wereldranglijst bij de junioren haalde Kim Clijsters in 1998 de nummer 2-positie in het enkelspel en de nummer 4-positie in het dubbelspel. Op Roland Garros 2001 werd ze de eerste Belgische tennisspeler die de finale op een grandslamtoernooi bereikte. Deze finale verloor ze nipt van Jennifer Capriati. In de halve finale had ze haar landgenote Justine Henin uitgeschakeld.
Op 10 september 2005 won ze, na vier eerdere verloren grandslamfinales, haar eerste grandslamtoernooi door in de finale van de US Open Mary Pierce te verslaan. Met haar winst in New York werd Clijsters in één klap 2,2 miljoen dollar rijker. Het normale prijzengeld van 1,1 miljoen dollar werd verdubbeld omdat Clijsters de beste was in de US Open Series, een klassement dat de toernooien van Stanford, San Diego, Los Angeles en Toronto omvat. In de week na deze overwinning beëindigden Clijsters en haar trainer, Marc De Hous, hun samenwerking.
Na twee jaar van blessures besloot ze reeds midden 2006 dat 2007 haar laatste jaar zou zijn als professioneel tennisster. Op 6 mei 2007, na het toernooi van Warschau, waar ze opnieuw last had van blessures, verklaarde Clijsters op haar website dat ze met onmiddellijke ingang zou stoppen met tennis. Het afscheid van Clijsters stond gepland na het seizoen 2007.
Eind september 2007 stond ze even terug op het tennisveld. In het WTA-toernooi van Luxemburg speelde ze namelijk een wedstrijd voor het goede doel. Samen met de Luxemburgse televisiepresentator Dan Spogen nam ze het op tegen Jana Novotná, die een duo vormde met de Duitse zanger Roberto Blanco. Het Tsjechisch-Duitse duo bleek iets te sterk en haalde het met 8-6.

### Comeback
Op 26 maart 2009 kondigde Clijsters aan dat ze op 10 augustus haar officiële comeback zou maken op het WTA-toernooi van Cincinnati. Op 17 mei speelde ze op Wimbledon een demonstratiewedstrijd tijdens de inhuldiging van het uitschuifbare dak over de centrale baan. Aan de zijde van de Brit Tim Henman gaf ze haar vroegere idool Steffi Graf en haar man Andre Agassi partij. Daarna speelde ze ook een enkelspelwedstrijd tegen Graf. Beide wedstrijden won ze. Vervolgens won ze op 14 juni op het Nederlandse WTA-toernooi van Rosmalen een demonstratiewedstrijd tegen de Nederlandse Michaëlla Krajicek. In juli werkte ze nog twee wedstrijden af in de Amerikaanse World TeamTennis Pro League, waarbij ze de kleuren van de Saint Louis Aces verdedigde.
Op 7 juli 2009 maakte Clijsters bekend dat haar programma voorlopig zou bestaan uit de toernooien van Cincinnati, Toronto, de US Open en het WTA-toernooi van Luxemburg. Dat laatste toernooi had ze eerder al vijf keer gewonnen.
Haar eerste officiële match na haar comeback, in Cincinnati, won ze meteen tegen Marion Bartoli en ook haar tweede partij won ze tegen de als twintigste geplaatste Zwitserse Patty Schnyder. Haar eerste echte topwedstrijd volgde in de vierde ronde tegen Svetlana Koeznetsova. Clijsters versloeg de Russische in 3 sets: 6-4, 4-6, 6-2. In de kwartfinale stootte ze op Dinara Safina, die haar met 6-2 en 7-5 uitschakelde. Op het toernooi van Toronto haalde ze de derde ronde.
Clijsters haalde in september 2009 de wereldpers door met een wildcard deel te nemen aan het damesenkelspel op de US Open en die vervolgens verrassend te winnen door in de finale Caroline Wozniacki te verslaan met 7-5 en 6-2. Op weg naar de finale versloeg ze ook Viktorija Koetoezova, Marion Bartoli, Kirsten Flipkens, Venus Williams, Li Na en Serena Williams. Zo kwam ze al meteen op de 19e plaats van de WTA-ranking terecht. In 2010 won ze het WTA-toernooi van Brisbane door in de finale Justine Henin in drie sets te verslaan. Clijsters was een van de favorieten voor de eindzege op de Australian Open, maar verloor in de derde ronde kansloos van Nadja Petrova met 6-0 6-1, haar zwaarste profnederlaag ooit.
In Miami haalde ze de titel binnen door in de finale Venus Williams met 6-2, 6-1 te verslaan, na eerder Stosur, Henin en Azarenka het nakijken te geven. Op het toernooi van Eastbourne werd Clijsters in de kwartfinale uitgeschakeld door Viktoryja Azarenka. Op Wimbledon bereikte ze de kwartfinale, waarin ze verrassend verloor van Vera Zvonarjova. Door deze prestatie steeg ze wel naar de 7e plaats op de WTA-ranking, haar hoogste ranking sinds haar comeback. In augustus kwam ze dankzij haar toernooiwinst in Cincinnati terecht op de 4e plaats.
Op 29 januari 2011 won ze de finale van het Australian Open tegen de Chinese Li Na, negende reekshoofd en elfde op de WTA-ranglijst, met 3-6, 6-3 en 6-3. Clijsters klom na deze toernooiwinst naar de tweede plaats op de WTA-ranglijst.
Op 11 februari 2011 won Clijsters de kwartfinale in Parijs, waardoor ze zich opnieuw de nummer 1 van de wereld mocht noemen. Ze was de eerste moeder die daarin slaagde. Twee dagen later moest ze in de finale tegen Petra Kvitová evenwel het onderspit delven.
Op 9 april 2011 liep ze een enkelblessure op tijdens een huwelijksfeest, waardoor ze enige tijd buiten strijd was. Hoopvol, maar nog niet geheel fit, moest Clijsters op Roland Garros al in de tweede ronde haar meerdere erkennen in Arantxa Rus.
In augustus moest ze op het WTA-toernooi van Toronto tijdens de eerste wedstrijd opgeven wegens een scheur in de buikspier. Ook begin 2012 moest ze op het toernooi van Brisbane, in de halve finale tegen Daniela Hantuchová, opgeven door een blessure.
Op 26 januari 2012 verloor Clijsters de halve finale tegen de Wit-Russin Viktoryja Azarenka op het Australian Open. Ze had de halve finale gehaald na overwinningen tegen onder meer Daniela Hantuchová, Li Na en Caroline Wozniacki.
Op Wimbledon viel ze uit in haar wedstrijd in de vierde ronde tegen Angelique Kerber. Twee maanden later haalde ze op de Olympische Spelen in Londen de kwartfinale na winst tegen Roberta Vinci, Carla Suárez Navarro en Ana Ivanović. Die kwartfinale werd gewonnen door Maria Sjarapova met 6-2 en 7-5. In haar laatste toernooi, het US Open 2012, verloor ze met 6-7 en 6-7 in de tweede ronde tegen Laura Robson. In december 2012 nam ze in eigen land afscheid van haar fans in een invitatiewedstrijd tegen Venus Williams, de Kim's Thank You Games in het Antwerpse Sportpaleis.

### Tweede comeback
Op 12 september 2019 plaatste Clijsters een filmpje op Instagram waarin ze haar tweede comeback in het professionele tennis aankondigde. Haar comeback, zeven jaar naar haar tweede afscheid, is gepland voor 2020 op het WTA-toernooi van Dubai 2020. Clijsters verloor in Dubai haar eerste partij tegen Garbiñe Muguruza in twee sets.
Op 12 april 2022 berichtte Clijsters met haar tweede comeback te stoppen. Door blessures en de coronapandemie werd het geen succes.

## Training
Kim Clijsters had in haar eerste periode zoals de meeste speelsters telkens maar één coach, de bekendste daarvan waren Carl Maes en Marc De Hous.
Kim II, de Clijsters van na haar comeback, had een volledig team achter zich staan. Allereerst was er haar man, Brian Lynch, die zijn basketballoopbaan voor haar opgaf en maar al te goed kon meevoelen in de eisen die een topsportloopbaan aan het lichaam stelt. Als eigenlijke trainer om haar slagenarsenaal op peil te houden werd Wim Fissette genoemd, hij was haar zogenaamde "hittingpartner". Ook had Clijsters twee kinesisten, haar neef Tim Clijsters en Sam Verslegers; die laatste had als "physical coach" een wat ruimer werkterrein. Het team werd vervolledigd door een evenementenmanager Bob Verbeeck en een PR-man John Dolan. In 2011 werd Carl Maes terug aan het team toegevoegd als trainer, en na een tijd gezamenlijk werken met Wim Fisette vertrok deze laatste uit Team Kim. Stefan Wauters vervoegde de groep als hittingpartner en zou tot het laatste toernooi, het US Open van 2012 deel uitmaken van het team.

## Persoonlijk
Haar jongere zus Elke speelde ook een aantal jaren professioneel tennis.
Kim Clijsters was een tijdlang verloofd met de proftennisser Lleyton Hewitt. Clijsters trouwde op 13 juli 2007 met de Amerikaanse basketbalspeler Brian Lynch. Dat gebeurde heel vroeg in de ochtend om haar jawoord privé te houden, het feest erna was overigens ook weg van de camera's georganiseerd.
Clijsters en Lynch hebben drie kinderen.
Clijsters is ambassadrice van SOS Kinderdorpen. Ze steunt onder meer het Simbahuis in Liedekerke, dat families in een moeilijke gezinssituatie helpt.

## Belangrijkste prestaties
2001
- Roland Garros – verloor in de finale met 6-1, 4-6 en 10-12 van Jennifer Capriati.
- Fed Cup – België versloeg in de finale Rusland. Clijsters won haar wedstrijd met 6-0 en 6-4 tegen Jelena Dementjeva.

2002
- Filderstadt – won in de finale tegen Daniela Hantuchová.
- Hamburg – won in de finale tegen Venus Williams.
- WTA Championships – won in de finale tegen Serena Williams.
- Los Angeles – won met Jelena Dokić de finale in het dubbelspel.

2003
- Indian Wells – won in de finale met 6-4 en 7-5 van Lindsay Davenport.
- Roland Garros – verloor in de finale met 0-6 en 4-6 van Justine Henin.
- Roland Garros – won met Ai Sugiyama in de finale van het damesdubbel tegen Paola Suárez en Virginia Ruano Pascual met 65-7, 6-2 en 9-7.
- Rosmalen – won in de finale tegen Justine Henin na opgave wegens kwetsuur.
- Wimbledon – won met Ai Sugiyama in de finale van het damesdubbel tegen Paola Suárez en Virginia Ruano Pascual met 6-4 en 6-4.
- Los Angeles – won de finale en werd daardoor nummer 1 van de wereld.
- US Open – verloor in de finale tegen Justine Henin met 5-7 en 1-6. Won op weg naar de finale van onder andere Svetlana Koeznetsova, Lindsay Davenport en Amélie Mauresmo.
- Filderstadt – won de finale tegen Justine Henin.
- Zürich – verloor in de halve finale tegen Jelena Dokić, waarna Justine Henin de nummer 1-positie overnam.
- WTA Championships – won in de finale tegen Amélie Mauresmo met 6-2 en 6-0.

2004
- Australian Open – verloor in de finale tegen Justine Henin.
- Parijs – won haar eerste titel van het jaar door Mary Pierce in 58 minuten te verslaan en werd daardoor de twintigste speelster ooit die 20 WTA-toernooien op haar naam kon schrijven.
- Antwerpen – won in de finale tegen Silvia Farina-Elia.
- Berlijn – gaf in de derde ronde op tegen Karolina Šprem. Pas in september, vijf maanden laten, kon ze haar wederoptreden maken.
- Hasselt – gaf bij haar wederoptreden in de halve finale noodgedwongen op wegens de weer opspelende polsblessure.

2005
- Antwerpen – verloor bij haar comeback in de kwartfinale tegen topfavoriete Venus Williams.
- Indian Wells – won als nummer 134 van de wereld in de finale tegen de nummer 1, Lindsay Davenport, met 6-4, 4-6 en 6-2. Was de eerste speelster in de geschiedenis van het vrouwentennis die met zo'n lage ranking een Tier I-toernooi kon winnen en kwam opnieuw de top 40 binnen.
- Miami – won in de finale tegen Maria Sjarapova met 6-3 en 7-5, en kwam de top 20 binnen.
- Berlijn – blesseerde zich aan de knie in de vierde ronde tegen Patty Schnyder.
- Roland Garros – maakte haar rentree na de knieblessure, maar verloor in de vierde ronde tegen de toenmalige nummer 1 van de wereld, Lindsay Davenport.
- Stanford – verloor in de finale tegen Venus Williams met 5-7 en 2-6. Klom daardoor opnieuw naar de top tien van de WTA-ranglijst.
- Los Angeles – won in de finale tegen Daniela Hantuchová.
- Toronto – won in de finale tegen Justine Henin en kwam daardoor opnieuw de top vijf binnen op plaats 4.
- US Open – won in de finale tegen Mary Pierce met 6-3 en 6-1. Hield aan haar zege een recordbedrag van 2,2 miljoen dollar over en steeg door haar winst naar de derde plaats op de wereldranglijst.

2006
- Australian Open – gaf in de halve finale op in haar wedstrijd tegen Amélie Mauresmo, maar werd wel opnieuw nummer 1 van de wereld. Op 20 maart zou Mauresmo de nummer 1-positie weer overnemen.
- Warschau – won in de finale tegen Svetlana Koeznetsova met 7-5 en 6-2.
- Roland Garros – verloor in de halve finale tegen de latere winnares Justine Henin.
- Eastbourne – verloor als titelverdedigster in de halve finale tegen Justine Henin met 6-3, 5-7 en 1-6.
- Montréal – moest geblesseerd opgeven en kon als gevolg daarvan haar titel op de US Open niet verdedigen.
- Hasselt – won bij haar rentree in de finale tegen Kaia Kanepi met 6-3, 3-6 en 6-4.
- WTA Championships – verloor in de halve finale tegen Amélie Mauresmo met 2-6, 6-3 en 3-6.

2007
- Sydney – won in de finale tegen Jelena Janković.
- Australian Open – verloor in de halve finale tegen Maria Sjarapova.
- Warschau – speelde op 3 mei haar laatste wedstrijd in een WTA-toernooi voordat ze haar eerste afscheid aankondigde.

2009
- Cincinnati – maakte haar comeback met winst in de eerste ronde tegen Marion Bartoli. Won nadien in de tweede en derde ronde respectievelijk van Patty Schnyder en Svetlana Koeznetsova, maar moest in de kwartfinale haar meerdere erkennen in Dinara Safina.
- US Open – won in de finale tegen Caroline Wozniacki, nadat ze met een wildcard eerder zowel Venus Williams als Serena Williams had uitgeschakeld.

2010
- Brisbane – won in de finale tegen Justine Henin.
- Australian Open – leed in de derde ronde haar zwaarste nederlaag ooit door met 0-6 en 1-6 te verliezen tegen Nadja Petrova.
- Miami – won in de finale tegen Venus Williams met 6-2 en 6-1.
- Cincinnati – won in de finale tegen Maria Sjarapova in drie sets.
- US Open – won in de finale tegen Vera Zvonarjova met 6-2 en 6-1, nadat ze in de halve finale Venus Williams had geklopt.
- WTA Championships – won in de finale tegen Caroline Wozniacki met 6-3, 5-7 en 6-3.

2011
- Sydney – verloor in de finale tegen Li Na met 63-7 en 3-6.
- Australian Open – won in de finale tegen diezelfde Li Na met 3-6, 6-3 en 6-3.
- Parijs – verloor in de finale tegen Petra Kvitová met 4-6 en 3-6, maar werd wel opnieuw nummer 1 van de wereld.

2012
- Australian Open – verloor in de halve finale tegen Viktoryja Azarenka. Had op weg naar de halve finale onder andere Daniela Hantuchová, Li Na en Caroline Wozniacki uitgeschakeld.
- Olympische Spelen – verloor in de kwartfinale tegen Maria Sjarapova met 2-6 en 5-7.
- US Open – verloor in de tweede ronde haar laatste officiële wedstrijd tegen Laura Robson met 64-7 en 65-7.

## Onderscheidingen
Zowel in 1999, 2000, 2001, 2002, 2005, 2009, 2010 als in 2011 werd ze in België verkozen tot Sportvrouw van het Jaar, een jaarlijkse onderscheiding van de Belgische Beroepsbond der Sportjournalisten (BBS). Ze kreeg drie keer de Vlaamse Reus, een prijs van de Vlaamse Bond van Sportjournalisten. Daarenboven won ze in 2001 samen met Justine Henin, de Nationale trofee voor sportverdienste. In 2003 won ze, als opvolgster van Marc Herremans, de trofee Sportpersoonlijkheid van het jaar.
Ze kreeg bovendien 8 maal de Karen Krantzcke Sportsmanship Award van de WTA.
- 1999: Belgische Sportvrouw van het Jaar
- 2000: Belgische Sportvrouw van het Jaar
- 2000: Vlaamse Reus
- 2001: Belgische Sportvrouw van het Jaar
- 2001: Vlaamse Reus
- 2002: Belgische Sportvrouw van het Jaar
- 2003: Belgische Sportpersoonlijkheid van het Jaar
- 2003: Grootkruis in de Kroonorde, uitgereikt door Koning Albert.
- 2005: Belgische Sportvrouw van het Jaar
- 2005: ITF: Wereldkampioene
- 2005: WTA: Terugkeer van het jaar
- 2005: WTA: Speelster van het jaar
- 2009: Belgische Sportvrouw van het Jaar
- 2009: WTA: Terugkeer van het jaar
- 2010: Vlaamse Reus
- 2010: Belgische Sportvrouw van het Jaar
- 2010: WTA: Speelster van het jaar
- 2011: Belgische Sportvrouw van het Jaar

In mei 2013 kreeg Kim Clijsters een eredoctoraat van de Vrije Universiteit Brussel. De academische titel kon ze in ontvangst nemen omdat ze jarenlang een bron van inspiratie is geweest voor veel sportmensen. Verder was ze dat ook voor vrouwen die een loopbaan willen combineren met een gezin.
In 2017 werd ze opgenomen in de Tennis Hall of Fame.
In 2019 werd ze opgenomen in het Court of Champions, een eregalerij voor de grootste winnaars uit de US Open-geschiedenis.

## Palmares
| Legenda                | Legenda                  |
| ---------------------- | ------------------------ |
| Grandslamtoernooi      |                          |
| Olympische Spelen      |                          |
| Year-End Championships |                          |
| tot 2009               | 2009 – 2020 / vanaf 2021 |
| Tier I                 | Premier Mandatory        |
| Tier II                | Premier Five / WTA 1000  |
| Tier III               | Premier / WTA 500        |
| Tier IV & V            | International / WTA 250  |
|                        | Challenger / WTA 125     |

### WTA-finaleplaatsen enkelspel
| nr.              | finale     | toernooi          | ondergrond    | tegenstandster         | score           |         |
| ---------------- | ---------- | ----------------- | ------------- | ---------------------- | --------------- | ------- |
| gewonnen finales |            |                   |               |                        |                 |         |
| 1.               | 1999-09-26 | WTA Luxemburg     | tapijt (i)    | Dominique Van Roost    | 6-2, 6-2        | details |
| 2.               | 2000-01-16 | WTA Hobart        | hardcourt     | Chanda Rubin           | 2-6, 6-2, 6-2   | details |
| 3.               | 2000-11-05 | WTA Leipzig       | tapijt (i)    | Jelena Lichovtseva     | 7-6, 4-6, 6-4   | details |
| 4.               | 2001-07-29 | WTA Stanford      | hardcourt     | Lindsay Davenport      | 6-4, 6-7, 6-1   | details |
| 5.               | 2001-09-30 | WTA Leipzig       | tapijt (i)    | Magdalena Maleeva      | 6-1, 6-1        | details |
| 6.               | 2001-10-28 | WTA Luxemburg     | hardcourt (i) | Lisa Raymond           | 6-2, 6-2        | details |
| 7.               | 2002-05-05 | WTA Hamburg       | gravel        | Venus Williams         | 1-6, 6-3, 6-4   | details |
| 8.               | 2002-10-13 | WTA Filderstadt   | hardcourt (i) | Daniela Hantuchová     | 4-6, 6-3, 6-4   | details |
| 9.               | 2002-10-27 | WTA Luxemburg     | hardcourt (i) | Magdalena Maleeva      | 6-1, 6-2        | details |
| 10.              | 2002-11-10 | WTA Championships | hardcourt (i) | Serena Williams        | 7-5, 6-3        | details |
| 11.              | 2003-01-12 | WTA Sydney        | hardcourt     | Lindsay Davenport      | 6-4, 6-3        | details |
| 12.              | 2003-03-16 | WTA Indian Wells  | hardcourt     | Lindsay Davenport      | 6-4, 7-5        | details |
| 13.              | 2003-05-18 | WTA Rome          | gravel        | Amélie Mauresmo        | 3-6, 7-6, 6-0   | details |
| 14.              | 2003-06-22 | WTA Rosmalen      | gras          | Justine Henin-Hardenne | 6-7, 3-0, opg.  | details |
| 15.              | 2003-07-27 | WTA Stanford      | hardcourt     | Jennifer Capriati      | 4-6, 6-4, 6-2   | details |
| 16.              | 2003-08-10 | WTA Los Angeles   | hardcourt     | Lindsay Davenport      | 6-1, 3-6, 6-1   | details |
| 17.              | 2003-10-12 | WTA Filderstadt   | hardcourt (i) | Justine Henin-Hardenne | 5-7, 6-4, 6-2   | details |
| 18.              | 2003-10-26 | WTA Luxemburg     | hardcourt (i) | Chanda Rubin           | 6-2, 7-5        | details |
| 19.              | 2003-11-10 | WTA Championships | hardcourt (i) | Amélie Mauresmo        | 6-2, 6-0        | details |
| 20.              | 2004-02-15 | WTA Parijs        | tapijt (i)    | Mary Pierce            | 6-2, 6-1        | details |
| 21.              | 2004-02-22 | WTA Antwerpen     | tapijt (i)    | Silvia Farina-Elia     | 6-3, 6-0        | details |
| 22.              | 2005-03-20 | WTA Indian Wells  | hardcourt     | Lindsay Davenport      | 6-4, 4-6, 6-2   | details |
| 23.              | 2005-04-03 | WTA Miami         | hardcourt     | Maria Sjarapova        | 6-3, 7-5        | details |
| 24.              | 2005-06-19 | WTA Eastbourne    | gras          | Vera Doesjevina        | 7-5, 6-0        | details |
| 25.              | 2005-07-31 | WTA Stanford      | hardcourt     | Venus Williams         | 7-5, 6-2        | details |
| 26.              | 2005-08-14 | WTA Los Angeles   | hardcourt     | Daniela Hantuchová     | 6-4, 6-1        | details |
| 27.              | 2005-08-21 | WTA Toronto       | hardcourt     | Justine Henin-Hardenne | 7-5, 6-1        | details |
| 28.              | 2005-09-10 | US Open           | hardcourt     | Mary Pierce            | 6-3, 6-1        | details |
| 29.              | 2005-10-02 | WTA Luxemburg     | hardcourt (i) | Anna-Lena Grönefeld    | 6-2, 6-4        | details |
| 30.              | 2005-10-30 | WTA Hasselt       | tapijt (i)    | Francesca Schiavone    | 6-2, 6-3        | details |
| 31.              | 2006-05-07 | WTA Warschau      | gravel        | Svetlana Koeznetsova   | 7-5, 6-2        | details |
| 32.              | 2006-07-30 | WTA Stanford      | hardcourt     | Patty Schnyder         | 6-4, 6-2        | details |
| 33.              | 2006-11-05 | WTA Hasselt       | tapijt (i)    | Kaia Kanepi            | 6-3, 3-6, 6-4   | details |
| 34.              | 2007-01-13 | WTA Sydney        | hardcourt     | Jelena Janković        | 4-6, 7-6, 6-4   | details |
| 35.              | 2009-09-13 | US Open           | hardcourt     | Caroline Wozniacki     | 7-5, 6-3        | details |
| 36.              | 2010-01-09 | WTA Brisbane      | hardcourt     | Justine Henin          | 6-3, 4-6, 7-6   | details |
| 37.              | 2010-04-03 | WTA Miami         | hardcourt     | Venus Williams         | 6-2, 6-1        | details |
| 38.              | 2010-08-15 | WTA Cincinnati    | hardcourt     | Maria Sjarapova        | 2-6, 7-6, 6-2   | details |
| 39.              | 2010-09-12 | US Open           | hardcourt     | Vera Zvonarjova        | 6-2, 6-1        | details |
| 40.              | 2010-10-31 | WTA Championships | hardcourt     | Caroline Wozniacki     | 6-3, 5-7, 6-3   | details |
| 41.              | 2011-01-29 | Australian Open   | hardcourt     | Li Na                  | 3-6, 6-3, 6-3   | details |
| verloren finales |            |                   |               |                        |                 |         |
| 1.               | 1999-10-24 | WTA Bratislava    | hardcourt (i) | Amélie Mauresmo        | 3-6, 3-6        | details |
| 2.               | 2000-10-08 | WTA Filderstadt   | hardcourt (i) | Martina Hingis         | 0-6, 3-6        | details |
| 3.               | 2001-03-17 | WTA Indian Wells  | hardcourt     | Serena Williams        | 6-4, 4-6, 2-6   | details |
| 4.               | 2001-06-09 | Roland Garros     | gravel        | Jennifer Capriati      | 6-1, 4-6, 10-12 | details |
| 5.               | 2001-06-23 | WTA Rosmalen      | gras          | Justine Henin          | 4-6, 6-3, 3-6   | details |
| 6.               | 2002-07-28 | WTA Stanford      | hardcourt     | Venus Williams         | 3-6, 3-6        | details |
| 7.               | 2002-09-22 | WTA Toyota        | hardcourt     | Serena Williams        | 6-2, 3-6, 3-6   | details |
| 8.               | 2003-02-16 | WTA Antwerpen     | tapijt (i)    | Venus Williams         | 2-6, 4-6        | details |
| 9.               | 2003-03-02 | WTA Scottsdale    | hardcourt     | Ai Sugiyama            | 6-3, 5-7, 4-6   | details |
| 10.              | 2003-05-11 | WTA Berlijn       | gravel        | Justine Henin-Hardenne | 4-6, 6-4, 5-7   | details |
| 11.              | 2003-06-07 | Roland Garros     | gravel        | Justine Henin-Hardenne | 0-6, 4-6        | details |
| 12.              | 2003-08-03 | WTA San Diego     | hardcourt     | Justine Henin-Hardenne | 6-3, 2-6, 3-6   | details |
| 13.              | 2003-09-06 | US Open           | hardcourt     | Justine Henin-Hardenne | 5-7, 1-6        | details |
| 14.              | 2004-01-31 | Australian Open   | hardcourt     | Justine Henin-Hardenne | 3-6, 6-4, 3-6   | details |
| 15.              | 2006-02-19 | WTA Antwerpen     | tapijt (i)    | Amélie Mauresmo        | 6-3, 3-6, 3-6   | details |
| 16.              | 2006-08-06 | WTA San Diego     | hardcourt     | Maria Sjarapova        | 5-7, 5-7        | details |
| 17.              | 2007-02-18 | WTA Antwerpen     | tapijt (i)    | Amélie Mauresmo        | 4-6, 6-7        | details |
| 18.              | 2011-01-14 | WTA Sydney        | hardcourt     | Li Na                  | 6-7, 3-6        | details |
| 19.              | 2011-02-13 | WTA Parijs        | hardcourt (i) | Petra Kvitová          | 4-6, 3-6        | details |

### WTA-finaleplaatsen dubbelspel
| nr.                                 | finale     | toernooi          | ondergrond    | partner             | tegenstandsters                           | score         |         |
| ----------------------------------- | ---------- | ----------------- | ------------- | ------------------- | ----------------------------------------- | ------------- | ------- |
| gewonnen finales vrouwendubbelspel  |            |                   |               |                     |                                           |               |         |
| 1.                                  | 1999-10-24 | WTA Bratislava    | hardcourt (i) | Laurence Courtois   | Volha Barabansjtsjikava Lilia Osterloh    | 6-2, 3-6, 7-5 | details |
| 2.                                  | 2000-05-21 | WTA Antwerpen     | gravel        | Sabine Appelmans    | Jennifer Hopkins Petra Rampre             | 6-1, 6-1      | details |
| 3.                                  | 2002-08-11 | WTA Los Angeles   | hardcourt     | Jelena Dokić        | Daniela Hantuchová Ai Sugiyama            | 6-3, 6-3      | details |
| 4.                                  | 2002-10-27 | WTA Luxemburg     | hardcourt (i) | Janette Husárová    | Květa Hrdličková Barbara Rittner          | 4-6, 6-3, 7-5 | details |
| 5.                                  | 2003-01-12 | WTA Sydney        | hardcourt     | Ai Sugiyama         | Conchita Martínez Rennae Stubbs           | 6-3, 6-3      | details |
| 6.                                  | 2003-02-16 | WTA Antwerpen     | tapijt (i)    | Ai Sugiyama         | Nathalie Dechy Émilie Loit                | 6-2, 6-0      | details |
| 7.                                  | 2003-03-02 | WTA Scottsdale    | hardcourt     | Ai Sugiyama         | Lindsay Davenport Lisa Raymond            | 6-1, 6-4      | details |
| 8.                                  | 2003-06-08 | Roland Garros     | gravel        | Ai Sugiyama         | Virginia Ruano Pascual Paola Suárez       | 6-7, 6-2, 9-7 | details |
| 9.                                  | 2003-07-06 | Wimbledon         | gras          | Ai Sugiyama         | Virginia Ruano Pascual Paola Suárez       | 6-4, 6-4      | details |
| 10.                                 | 2003-08-03 | WTA San Diego     | hardcourt     | Ai Sugiyama         | Lindsay Davenport Lisa Raymond            | 6-4, 7-5      | details |
| 11.                                 | 2003-10-19 | WTA Zürich        | hardcourt (i) | Ai Sugiyama         | Virginia Ruano Pascual Paola Suárez       | 7-6, 6-2      | details |
| verloren finales vrouwendubbelspel  |            |                   |               |                     |                                           |               |         |
| 1.                                  | 2000-01-16 | WTA Hobart        | hardcourt     | Alicia Molik        | Rita Grande Émilie Loit                   | 2-6, 6-2, 3-6 | details |
| 2.                                  | 2000-11-05 | WTA Leipzig       | tapijt (i)    | Laurence Courtois   | Arantxa Sánchez Vicario Anne-Gaëlle Sidot | 7-6, 5-7, 3-6 | details |
| 3.                                  | 2001-03-04 | WTA Scottsdale    | hardcourt     | Meghann Shaughnessy | Lisa Raymond Rennae Stubbs                | forfait       | details |
| 4.                                  | 2001-06-24 | WTA Rosmalen      | gras          | Miriam Oremans      | Ruxandra Dragomir Nadja Petrova           | 6-7, 7-6, 4-6 | details |
| 5.                                  | 2001-07-08 | Wimbledon         | gras          | Ai Sugiyama         | Lisa Raymond Rennae Stubbs                | 4-6, 3-6      | details |
| 6.                                  | 2001-09-23 | WTA Toyota        | hardcourt     | Ai Sugiyama         | Cara Black Liezel Huber                   | 1-6, 3-6      | details |
| 7.                                  | 2003-03-15 | WTA Indian Wells  | hardcourt     | Ai Sugiyama         | Lindsay Davenport Lisa Raymond            | 6-3, 4-6, 1-6 | details |
| 8.                                  | 2003-05-11 | WTA Berlijn       | gravel        | Ai Sugiyama         | Virginia Ruano Pascual Paola Suárez       | 3-6, 6-4, 4-6 | details |
| 9.                                  | 2003-11-10 | WTA Championships | hardcourt (i) | Ai Sugiyama         | Virginia Ruano Pascual Paola Suárez       | 4-6, 6-3, 3-6 | details |
| verloren finales gemengd dubbelspel |            |                   |               |                     |                                           |               |         |
| 1.                                  | 2000-07-09 | Wimbledon         | gras          | Lleyton Hewitt      | Kimberly Po Donald Johnson                | 4-6, 6-7      | details |

### Gewonnen ITF-toernooien enkelspel
| nr. | finale     | toernooi  | ondergrond | tegenstandster in finale | score    | dotatie |
| --- | ---------- | --------- | ---------- | ------------------------ | -------- | ------- |
| 1.  | 1998-07-26 | Brussel   | gravel     | Denisa Sobotková         | 7-5, 6-1 | $10.000 |
| 2.  | 1998-08-16 | Koksijde  | gravel     | Lourdes Domínguez Lino   | 6-3, 6-4 | $10.000 |
| 3.  | 1999-02-07 | Sheffield | hardcourt  | Kim de Weille            | 6-3, 6-1 | $10.000 |

### Gewonnen ITF-toernooien dubbelspel
| nr. | finale     | toernooi       | ondergrond | partner           | tegenstandsters in finale              | score    | dotatie |
| --- | ---------- | -------------- | ---------- | ----------------- | -------------------------------------- | -------- | ------- |
| 1.  | 1998-07-26 | Brussel        | gravel     | Stephanie Devillé | Maria Boboedova Elena Krutko           | 6-1, 7-5 | $10.000 |
| 2.  | 1998-08-23 | Brussel        | gravel     | Cindy Schuurmans  | Lourdes Domínguez Lino Luciana Masante | 7-6, 7-5 | $10.000 |
| 3.  | 1998-11-15 | Ramat Hasjaron | hardcourt  | Justine Henin     | Olga Glouschenko Tatjana Poetsjek      | 6-2, 6-0 | $25.000 |

### Gewonnen juniorentoernooien enkelspel
| nr. | finale     | toernooi                     | ondergrond | tegenstandster in finale | score         | graad |
| --- | ---------- | ---------------------------- | ---------- | ------------------------ | ------------- | ----- |
| 1.  | 1998-02-01 | Slovak Jr. Indoor Tournament | tapijt     | Veronika Raimrová        | 7-5, 6-2      | 2     |
| 2.  | 1998-12-11 | Prince Cup                   | hardcourt  | Milagros Sequera         | 6-7, 6-3, 6-1 | 4     |

### Gewonnen juniorentoernooien dubbelspel
| nr. | finale     | toernooi                                         | ondergrond | partner        | tegenstandsters in finale            | score         | graad |
| --- | ---------- | ------------------------------------------------ | ---------- | -------------- | ------------------------------------ | ------------- | ----- |
| 1.  | 1997-05-04 | Salsomaggiore International Jr. Tournament       | gravel     | Sofie Borgions | Jelena Dementjeva Anastasija Myskina | 3-6, 6-4, 6-3 | 2     |
| 2.  | 1997-12-28 | Orange Bowl                                      | gravel     | Zsófia Gubacsi | Jessica Fernandez Michaela Paštiková | 7-5, 3-6, 6-3 | A     |
| 3.  | 1998-05-10 | Torneo Internazionale Giovahlie 'Città Di Prato' | gravel     | Jelena Dokić   | Chloé Carlotti Nives Culum           | 6-4, 6-4      | 2     |
| 4.  | 1998-06-07 | Roland Garros                                    | gravel     | Jelena Dokić   | Jelena Dementjeva Nadja Petrova      | 6-4, 7-6      | A     |
| 5.  | 1998-09-06 | Les Internationaux Jr. Videotron Du Canada       | hardcourt  | Eva Dyrberg    | Leanne Baker Rewa Hudson             | 7-6, 4-6, 6-2 | 1     |
| 6.  | 1998-09-13 | US Open                                          | hardcourt  | Eva Dyrberg    | Jelena Dokić Evie Dominikovic        | 7-6, 6-4      | A     |

## Resultatentabel
| Legenda | Legenda                          |
| ------- | -------------------------------- |
| g.t.    | geen toernooi gehouden           |
| l.c.    | lagere categorie                 |
| –       | niet deelgenomen                 |
| G       | uitgeschakeld in de groepsfase   |
| 1R      | uitgeschakeld in de eerste ronde |
| 2R      | uitgeschakeld in de tweede ronde |
| 3R      | uitgeschakeld in de derde ronde  |
| 4R      | uitgeschakeld in de vierde ronde |
| KF      | uitgeschakeld in de kwartfinale  |
| HF      | uitgeschakeld in de halve finale |
| F       | de finale verloren               |
| W       | het toernooi gewonnen            |
| w-v     | winst/verlies-balans             |

### Enkelspel
| Toernooi                     | 1999 | 2000 | 2001 | 2002 | 2003 | 2004 | 2005 | 2006 | 2007 | 2008 | 2009 | 2010 | 2011 | 2012 |      | 2020 | 2021 | w-v    |
| ---------------------------- | ---- | ---- | ---- | ---- | ---- | ---- | ---- | ---- | ---- | ---- | ---- | ---- | ---- | ---- | ---- | ---- | ---- | ------ |
| Grandslamtoernooien          |      |      |      |      |      |      |      |      |      |      |      |      |      |      |      |      |      |        |
| Australian Open              | –    | 1R   | 4R   | HF   | HF   | F    | –    | HF   | HF   | –    | –    | 3R   | W    | HF   |      | –    | –    | 43-9   |
| Roland Garros                | –    | 1R   | F    | 3R   | F    | –    | 4R   | HF   | –    | –    | –    | –    | 2R   | –    |      | –    | –    | 23-7   |
| Wimbledon                    | 4R   | 2R   | KF   | 2R   | HF   | –    | 4R   | HF   | –    | –    | –    | KF   | –    | 4R   |      | –    |      | 29-9   |
| US Open                      | 3R   | 2R   | KF   | 4R   | F    | –    | W    | –    | –    | –    | W    | W    | –    | 2R   |      | 1R   |      | 38-7   |
| Winst-verlies                | 5-2  | 2-4  | 17-4 | 11-4 | 22-4 | 6-1  | 13-2 | 14-3 | 5-1  | 0-0  | 7-0  | 13-2 | 8-1  | 9-3  |      | 0-1  | 0-0  | 133-32 |
| WTA Tour Championships       |      |      |      |      |      |      |      |      |      |      |      |      |      |      |      |      |      |        |
| WTA Tour Championships       | –    | KF   | HF   | W    | W    | –    | 1R   | HF   | –    | –    | –    | W    | –    | –    |      | –    |      | 19-7   |
| WTA Premier Mandatory        |      |      |      |      |      |      |      |      |      |      |      |      |      |      |      |      |      |        |
| Indian Wells                 | –    | 4R   | F    | 2R   | W    | 3R   | W    | –    | –    | –    | –    | 3R   | 4R   | –    |      | g.t. | 1R   | 24-6   |
| Miami                        | –    | 4R   | 4R   | KF   | HF   | –    | W    | 2R   | 4R   | –    | –    | W    | KF   | 3R   |      | g.t. | –    | 31-8   |
| Madrid                       | g.t. | g.t. | g.t. | g.t. | g.t. | g.t. | g.t. | g.t. | g.t. | g.t. | –    | –    | –    | –    |      | g.t. | –    | 0-0    |
| Peking                       | g.t. | l.c. | l.c. | l.c. | l.c. | l.c. | l.c. | l.c. | l.c. | l.c. | –    | –    | –    | –    |      | g.t. |      | 0-0    |
| WTA Premier Five             |      |      |      |      |      |      |      |      |      |      |      |      |      |      |      |      |      |        |
| Dubai                        | g.t. | g.t. | l.c. | l.c. | l.c. | l.c. | l.c. | l.c. | l.c. | l.c. | –    | –    | –    | –    |      | 1R   | –    | 0-1    |
| Rome                         | –    | –    | 2R   | HF   | W    | –    | –    | 3R   | –    | –    | –    | –    | –    | –    |      | –    | –    | 9-3    |
| Cincinnati                   | g.t. | g.t. | g.t. | g.t. | g.t. | l.c. | l.c. | l.c. | l.c. | l.c. | KF   | W    | –    | –    |      | –    |      | 8-1    |
| Montréal/Toronto             | –    | –    | –    | 3R   | 3R   | –    | W    | 2R   | –    | –    | 3R   | KF   | 2R   | –    |      | g.t. |      | 10-6   |
| Tokio/Wuhan                  | –    | –    | –    | –    | –    | –    | –    | –    | –    | –    | –    | –    | –    | –    |      | g.t. |      | 0-0    |
| Olympische Spelen            |      |      |      |      |      |      |      |      |      |      |      |      |      |      |      |      |      |        |
| Olympische Spelen            | g.t. | –    | g.t. | g.t. | g.t. | –    | g.t. | g.t. | g.t. | –    | g.t. | g.t. | g.t. | KF   |      | g.t. |      | 3-1    |
| Voormalige Tier I-toernooien |      |      |      |      |      |      |      |      |      |      |      |      |      |      |      |      |      |        |
| Charleston                   | –    | –    | –    | –    | –    | –    | –    | –    | –    | –    | l.c. | l.c. | l.c. | l.c. | l.c. | l.c. | l.c. | 0-0    |
| Moskou                       | –    | –    | –    | –    | –    | –    | –    | –    | –    | –    | l.c. | l.c. | l.c. | l.c. | l.c. | l.c. | l.c. | 0-0    |
| Doha                         | g.t. | g.t. | l.c. | l.c. | l.c. | l.c. | l.c. | l.c. | l.c. | –    | g.t. | g.t. | l.c. | l.c. | l.c. | l.c. | l.c. | 0-0    |
| Berlijn                      | –    | –    | 1R   | 2R   | F    | 3R   | 3R   | –    | –    | –    | g.t. | g.t. | g.t. | g.t. | g.t. | g.t. | g.t. | 7-4    |
| San Diego                    | l.c. | l.c. | l.c. | l.c. | l.c. | –    | KF   | F    | –    | g.t. | g.t. | l.c. | l.c. | l.c. | l.c. | l.c. | l.c. | 6-2    |
| Zürich                       | –    | –    | –    | KF   | HF   | –    | –    | –    | –    | l.c. | g.t. | g.t. | g.t. | g.t. | g.t. | g.t. | g.t. | 4-2    |
| Statistieken                 |      |      |      |      |      |      |      |      |      |      |      |      |      |      |      |      |      |        |
| Titels per jaar              | 1    | 2    | 3    | 4    | 9    | 2    | 9    | 3    | 1    | 0    | 1    | 5    | 1    | 0    |      | 0    | 0    | 41     |
| Eindejaarsranking            | 47   | 18   | 5    | 4    | 2    | 22   | 2    | 5    | –    | –    | 18   | 3    | 13   | –    |      | 1023 |      | n.v.t. |

g.t.: geen toernooi – l.c.: lagere categorie

### Vrouwendubbelspel
| Toernooi               | 1999 | 2000 | 2001 | 2002 | 2003 |  | 2012 | w-v    |
| ---------------------- | ---- | ---- | ---- | ---- | ---- |  | ---- | ------ |
| Grandslamtoernooien    |      |      |      |      |      |  |      |        |
| Australian Open        | –    | 1R   | 3R   | 3R   | KF   |  | –    | 7-3    |
| Roland Garros          | –    | 1R   | 3R   | –    | W    |  | –    | 8-2    |
| Wimbledon              | –    | 2R   | F    | –    | W    |  | –    | 12-2   |
| US Open                | –    | 3R   | –    | KF   | 2R   |  | 1R   | 6-3    |
| Winst-verlies          | 0-0  | 3-4  | 9-3  | 5-1  | 16-1 |  | 0-1  | 33-10  |
| WTA Tour Championships |      |      |      |      |      |  |      |        |
| WTA Tour Championships | –    | –    | –    | –    | F    |  | –    | 1-1    |
| Statistieken           |      |      |      |      |      |  |      |        |
| Titels per jaar        | 1    | 1    | 0    | 2    | 7    |  | 0    | 11     |
| Eindejaarsranking      | –    | –    | 15   | 24   | 4    |  | –    | n.v.t. |

### Gemengd dubbelspel
| Toernooi            | 2000 | 2001 | 2002 | 2003 | 2004 | 2005 | 2006 | 2007 | 2008 | 2009 | 2010 | 2011 | 2012 | w-v  |
| ------------------- | ---- | ---- | ---- | ---- | ---- | ---- | ---- | ---- | ---- | ---- | ---- | ---- | ---- | ---- |
| Grandslamtoernooien |      |      |      |      |      |      |      |      |      |      |      |      |      |      |
| Australian Open     | –    | –    | –    | –    | –    | –    | –    | –    | –    | –    | –    | –    | –    | 0-0  |
| Roland Garros       | 3R   | –    | –    | –    | –    | –    | –    | –    | –    | –    | –    | –    | –    | 2-1  |
| Wimbledon           | F    | –    | –    | –    | –    | KF   | –    | –    | –    | –    | KF   | –    | –    | 10-3 |
| US Open             | –    | –    | –    | –    | –    | –    | –    | –    | –    | –    | –    | –    | 2R   | 1-1  |
| Winst-verlies       | 7-2  | 0-0  | 0-0  | 0-0  | 0-0  | 2-1  | 0-0  | 0-0  | 0-0  | 0-0  | 3-1  | 0-0  | 1-1  | 13-5 |
| Statistieken        |      |      |      |      |      |      |      |      |      |      |      |      |      |      |
| Titels per jaar     | 0    | 0    | 0    | 0    | 0    | 0    | 0    | 0    | 0    | 0    | 0    | 0    | 0    | 0    |

## Trivia
- Kim Clijsters heeft een eigen stripreeks, genaamd Kim.
- De in 1993 ontdekte planetoïde 11947 Kimclijsters werd naar haar vernoemd.
- In 2005 eindigde ze op nr. 14 in de Vlaamse versie van De Grootste Belg. In de Waalse versie eindigde ze op nr. 66.
- In 2014 startte Clijsters met haar eigen tennisschool, de Kim Clijsters Academy. Door financiële problemen wegens de coronapandemie en haar verhuizing naar de Verenigde Staten stopt ze ermee in de zomer van 2022.[11]
- In september 2010 werd Kim Clijsters opgenomen in het Guinness Book of Records voor het wereldrecord dat ze op 8 juli vestigde in het Koning Boudewijnstadion in Brussel. De demonstratiewedstrijd tegen de Amerikaanse Serena Williams trok toen 35.681 toeschouwers en werd daardoor de drukst bijgewoonde tennismatch ooit.[12]
- In 2015 was ze kandidate in De Slimste Mens ter Wereld.[13]